# The Final Curtain Tour
The Final Curtain Tour – jedna z krótszych tras koncertowych Eltona Johna (dwudziesta ósma z kolei); obejmuje 6 koncertów.
1. 8 sierpnia 2015 – South Lake Tahoe, Kalifornia – Harveys Outdoor Arena
2. 2 października 2015 – Sioux Falls, Dakota Południowa, USA – Denny Sanford Premier Center
3. 3 października 2015 – Omaha, Nebraska, USA – CenturyLink Center Omaha
4. 6 października 2015 – Rapid City, Dakota Południowa, USA – Rushmore Plaza Civic Center
5. 7 października 2015 – Billings, Montana, USA – Rimrock Auto Arena at MetraPark
6. 10 października 2015 – Boise, Idaho, USA – Taco Bell Arena